# Institut interuniversitaire de philologie valencienne

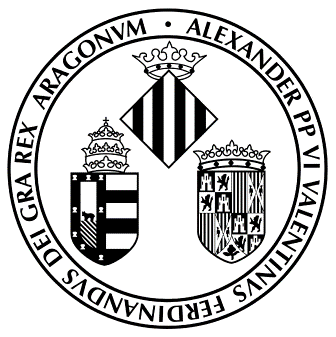
Armoiries de l'Université de Valence

L'Institut interuniversitaire de philologie valencienne (en catalan Institut Interuniversitari de Filologia Valenciana) est une entité fondée en 1994 par un décret de la Generalitat valencienne, qui rassemble l'université de Valence, l'université d'Alicante et l'Université Jaume I de Castellón (c'est-à-dire les trois universités de la Communauté valencienne dispensant des études littéraires).
Ses origines se trouvent dans l'Institut de philogie valencienne (Institut de Filologia Valenciana, IFV) fondé en 1978 par Manuel Sanchis Guarner et rattaché à l'université de Valence.
Son objectif est une coordination des études (enseignement et recherche) linguistiques et littéraires de la langue catalane dans la Communauté valencienne.